# Vulcanismo durante la Pequeña Edad de Hielo
El vulcanismo de la Pequeña Edad de Hielo se refiere a las actividades volcánicas masivas durante la Pequeña Edad de Hielo. Los científicos hipotetizaron que el vulcanismo era la principal fuerza causante del enfriamiento global proveniente de factores naturales. Otros factores naturales son, por ejemplo, las actividades de las manchas solares por el forzamiento orbital y los gases de efecto invernadero. The Past Global Change (PAGES), una asociación paleo científica registrada para la investigación y creación de redes sobre cambios globales pasados en la Universidad de Berna, Suiza, sugirió que desde 1630 hasta 1850, se habían producido un total de 16 grandes erupciones y eventos de enfriamiento. Cuando un volcán entra en erupción, las cenizas brotan de la chimenea junto con el magma y forman una nube en la atmósfera. Las cenizas actúan como una capa aislante que bloquea una parte de la radiación solar, provocando un enfriamiento global. El efecto de enfriamiento global impacta las corrientes oceánicas, la circulación atmosférica y causa impactos sociales como la sequía y el hambre. Por lo tanto, las guerras y rebeliones se desencadenaron en todo el mundo durante la Pequeña Edad del Hielo. Se sugirió que la crisis del Imperio Otomano y la Transición Ming-Qing en China eran ejemplos típicos que se correlacionaban estrechamente con la Pequeña Edad de Hielo.

## Vulcanismo durante la Pequeña Edad de Hielo

### Tres grandes periodos de enfriamiento
Tres grandes períodos de enfriamiento causados por erupciones volcánicas en 1641-1642, 1667-1694 y 1809-1831, respectivamente. Además, algunas erupciones volcánicas importantes provocaron la caída de la temperatura. Durante la Pequeña Edad del Hielo, todas las principales erupciones volcánicas fueron estratovolcán, también conocido como volcanes compuestos. Fueron construidos por el escape de magma a través de respiraderos separados durante miles de años, acumulados en capas. Una gran cantidad de sulfatos y cenizas volcánicas se emitieron del volcán, lo que provocó una disminución significativa de la temperatura.

#### 1641-1642
- Komaga-Tomar volcán, Japón (1640) (probablemente la erupción más grande en la historia de Japón, depositó una gran cantidad de cenizas)[5][6]
- Monte Villarica, Chile (1640)[4]
- Volcán Parker, Filipinas (1641)[7]

#### 1667-1694
- Shikotsu (Tarumae), Japón (1667)
- Gamkonora , Halmahera (1673)
- Tongkoko , Sulawesi (1680)

#### 1809-1831
- Una actividad volcánica desconocida (1809)[2]
- Tambora, Indonesia (1815) (La mayor erupción conocida en la historia)[8]
- Galunggung, Indonesia (1822)[9]
- Zavaritskii (en), Simushir, islas Kuriles (1831)[10]
- Cosigüina Volcán, Nicaragua (1835)

### Otras erupciones volcánicas importantes
- Long Island, Guinea Nueva (1660)
- Usu, Japón (1663)
- Monte Fuji, Japón (1707)
- Shikotsu (Tarumae), Japón (1739)
- St Helens, Washington, EE. UU. (1800)

* Todas las erupciones volcánicas tienen un índice de explosividad volcánica (VEI) de 5 o superior. Lo que significa que el volumen de gases y aerosoles expulsados fue de más de 1 km³ y la altura de la columna de erupción fue de más de 25 km.
| Volcán              | Año                     | Región         | Temporada   | VEI         | Características y efectos | Tipo de volcán |
| ------------------- | ----------------------- | -------------- | ----------- | ----------- | --- | -------------- |
| Komaga-Tomar Volcán | 31 de julio de 1640     | Japón          | 3           | 6           | La erupción volcánica provocó el tsunami que alcanzó Atokuchi-Yama. El espesor de la deposición de ceniza fue de hasta 1 m-2 m.                                                                             | Stratovolcano  |
| Monte Villarica     | Febrero 1640            | Chile          | Desconocido | Desconocido | "Comenzó a hacer erupción con tal fuerza que expulsó rocas ardientes ... Tanta ceniza ardiente cayó al río Alipen que las aguas ardieron de tal manera que se cocinó todo el pescado aquí ". (Parker, 2013) | Stratovolcano  |
| Parker volcán       | 1641                    | Filipinas      | 1           | 5           | La erupción provocó devastadores flujos piroclásticos y deposición de cenizas y oscuridad sobre la isla de Mindanao.                                                                                        | Stratovolcano  |
| Isla larga          | 1660                    | Guinea nueva   | Desconocido | 6           | La erupción fue la erupción más grande en la historia de Papúa Nueva Guinea, con un volumen de caída de aire estimado en más de 11 km³                                                                      | Stratovolcano  |
| Usu                 | 1663                    | Japón          | 3           | 6           | Caída de 2.5 km³ de piedra pómez riolítica depositada en el este de la costa de Shiraoi, donde alcanzó aproximadamente 1 m de espesor.                                                                      | Stratovolcano  |
| Shikotsu (Tarumae)  | 1667                    | Japón          | 4           | 5           | Una pequeña caldera de 1.5 km de ancho se formó durante la erupción (la erupción histórica más grande de Hokkaido)                                                                                          | Stratovolcano  |
| Gamkonora           | 1673                    | Halmahera      | 2           | 5?          | Se produjo un tsunami que inundó aldeas. | Stratovolcano  |
| Tongkoko            | 1680                    | Sulawesi       | Desconocido | 5           | El escape de aerosoles fue alto que llegó a la estratosfera y se encontraron residuos en los núcleos de hielo de Groenlandia.                                                                               | Stratovolcano  |
| Fuji                | 16 de diciembre de 1707 | Japón          | 1           | 5           | Se emitieron 800 millones de m³ de cenizas, la ceniza alcanzó y cubrió a 100 km de distancia. Causó varias muertes.                                                                                         | Stratovolcano  |
| Shikotsu (Tarumae)  | 1739                    | Japón          | 3           | 5           | La densidad del crecimiento anual de los anillo de árboles cambió en 1740. Los científicos creen que la erupción afectó el clima.                                                                           | Stratovolcano  |
| St Helens           | 1800                    | Estados Unidos | 1           | 5           | Comenzó el período eruptivo de Goat Rocks y las erupciones continuas se aliviaron hasta la década de 1850.                                                                                                  | Stratovolcano  |
| Tambora             | 10 de abril de 1815     | Indonesia      | 2           | 7           | Esta fue la erupción más grande del mundo desde el final de la edad de hielo. La ceniza y el humo cubrieron el hemisferio norte lo que provocó "El año sin verano"                                          | Stratovolcano  |
| Galunggung Volcán   | 1822                    | Indonesia      | Desconocido | 5           | Las corrientes de lodo mataron a más de 4000 personas y destruyeron más de 114 aldeas. | Stratovolcano  |
| Cosigüina Volcán    | 1835                    | Nicaragua      | 1           | 5           | Fue la erupción volcánica más grande de América Central desde la colonización española. El volumen total de depósitos fue de aproximadamente 6 km³                                                          | Stratovolcano  |

## Efecto refrigerante de las erupciones volcánicas.

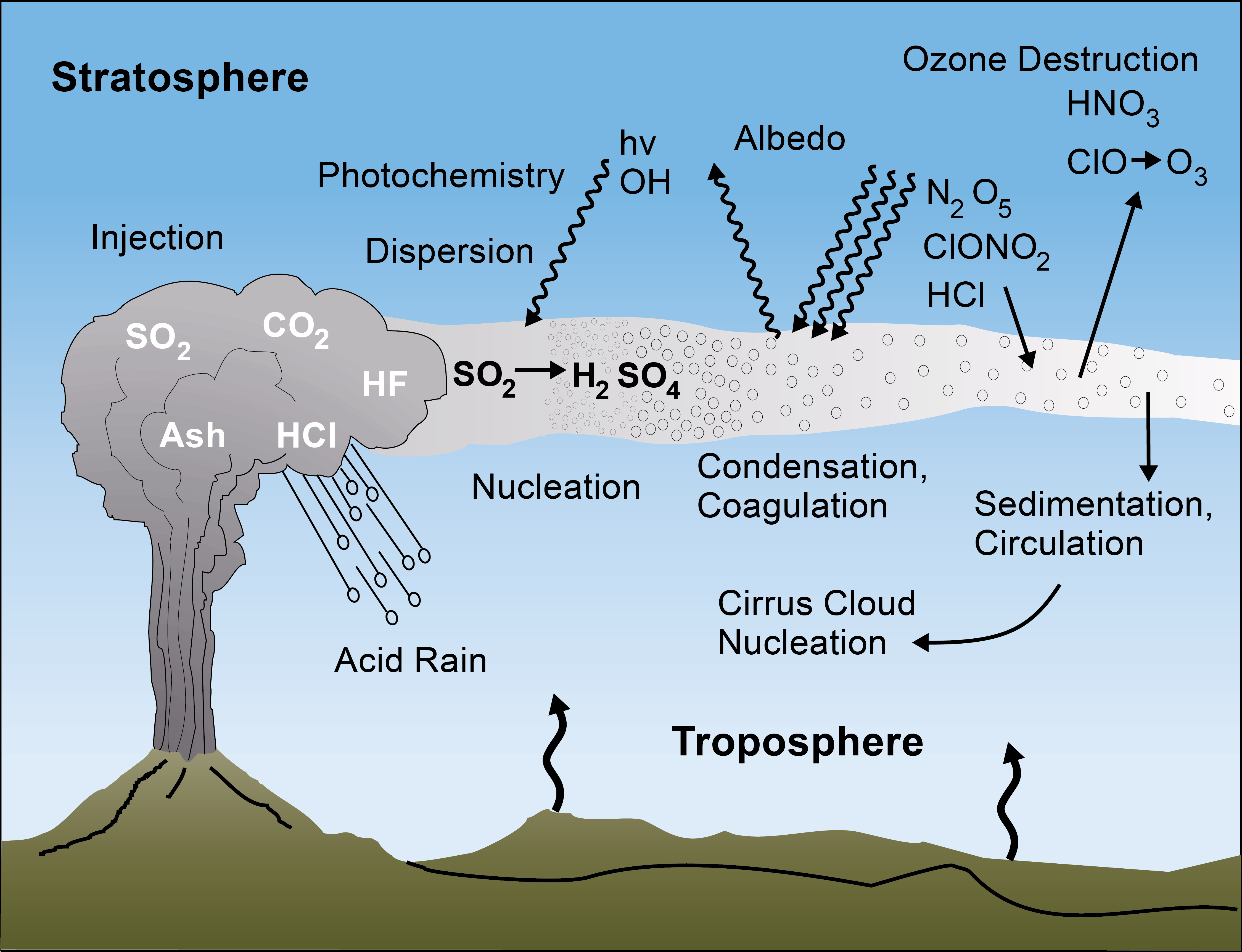
Fig. 4. La imagen muestra cómo la luz solar inicia reacciones fotoquímicas en las que el dióxido de azufre reacciona con el ozono para formar ácido sulfúrico.

Los volcanes generalmente se forman a lo largo de los límites de las placas o puntos calientes. Cada erupción permite que la lava, las cenizas volcánicas y los gases (gases tóxicos y gases de efecto invernadero) escapen de la cámara de magma debajo de la superficie. Los materiales que se escapan desencadenan el efecto de enfriamiento global.

### Enfriamiento global
La temperatura en la superficie se ve afectada por el efecto invernadero. Durante la Pequeña Edad del Hielo, las erupciones volcánicas produjeron cenizas que bloquearon la insolación solar. La superficie de la Tierra recibió menos radiación, la temperatura disminuyó significativamente. El efecto duró alrededor de 6 a 8 años (Figura 5). Además, el dióxido de azufre producido por las erupciones reaccionó con la capa de ozono para formar ácido sulfúrico. Se formaron aerosoles finos de sulfato en la atmósfera, que aumentaron la reflexión del sol y provocaron un enfriamiento global.

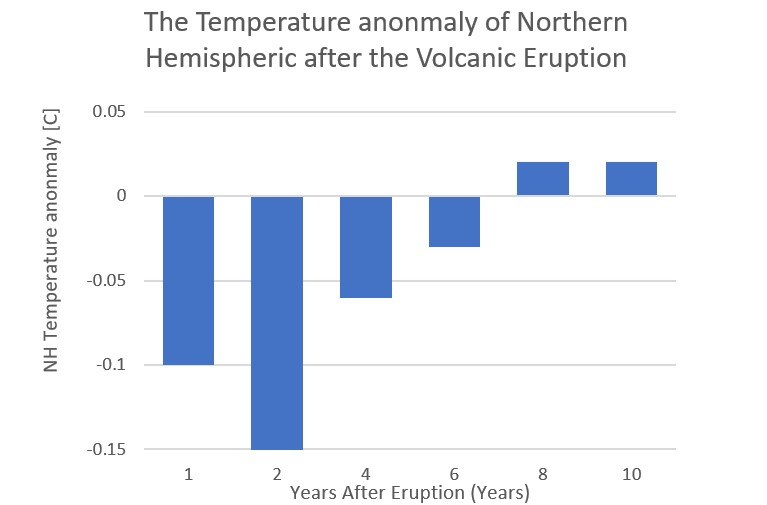
Fig. 5. Este gráfico muestra la anomalía de temperatura después de las erupciones volcánicas. (Gabriele et al., 2003)

| Producto           | Fórmula | Causando enfriamiento global |
| ------------------ | ------- | ---------------------------- |
| Cenizas volcánicas | Cero    |                              |
| Dióxido de azufre  | SO2     | ✓                            |
| Dióxido de carbono | CO2     |                              |
| Ácido sulfhídrico  | H2S     | ✓                            |
| Lava               | Cero    |                              |

### Correlación entre vulcanismo y la Pequeña Edad de Hielo
Los científicos señalaron varias causas naturales para la Pequeña Edad del Hielo, por ejemplo, actividad volcánica, ciclos orbitales, disminución de la actividad solar y gases de efecto invernadero. Gabriele C. Hegerl comparó la fuerza de la Pequeña Edad de Hielo basándose en varios estudios. Se simuló un modelo de balance energético, con efectos volcánicos, solares y de gases de efecto invernadero como parámetros. Crearon varios modelos para calcular la correlación entre las fuerzas naturales y el cambio de temperatura. Mostró que la fuerza natural tuvo un papel importante en el cambio de temperatura (Figura 5). Además, la investigación también comparó la contribución del cambio de temperatura entre tres factores naturales Las actividades volcánicas fueron la principal causa de la Pequeña Edad de Hielo (Figura 7), porque el vulcanismo fue la mayor fuerza.

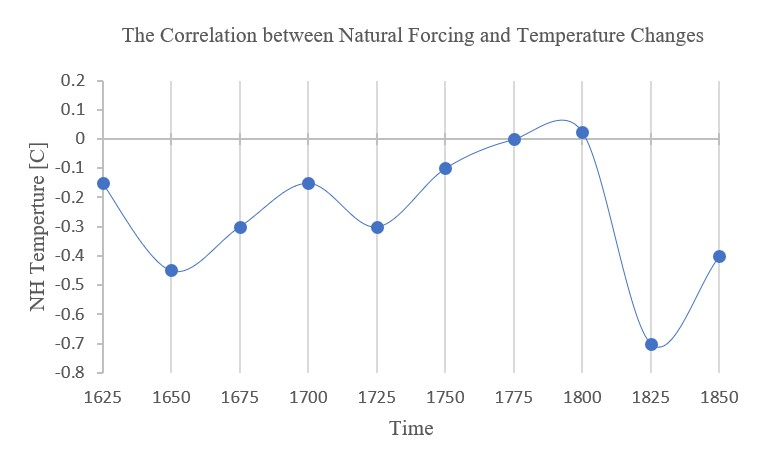
Fig. 6 Este gráfico muestra el cambio de temperatura inducido por factores naturales que fueron el vulcanismo, la energía solar y los gases de efecto invernadero. (Gabriele et al., 2003)

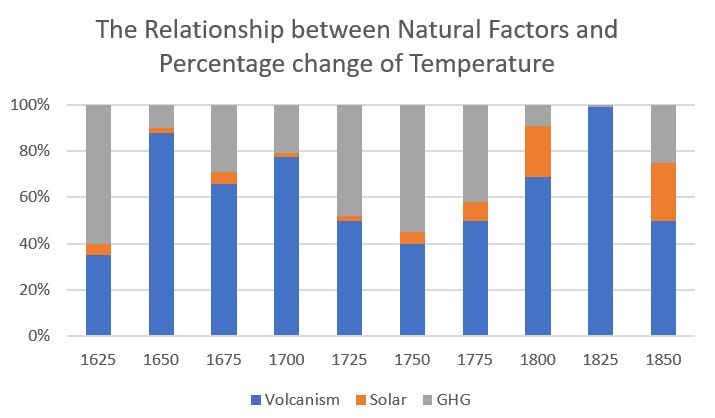
Fig. 7. El gráfico muestra la contribución de 3 factores naturales (vulcanismo, solar e invernaderos) al porcentaje de cambio de temperatura. (Gabriele et al., 2003)

## Impacto geofísico
El vulcanismo de la Pequeña Edad de Hielo provocó una anomalía de temperatura. Afectó el todo el sistema climático, por ejemplo, la atmósfera, la hidrosfera. La influencia del sistema climático provocó un impacto del ecosistema y la sociedad.

### Corrientes marinas
Durante la Pequeña Edad del Hielo, el hemisferio norte experimentó un cambio climático notable. Hubo un cambio de régimen no lineal en la Circulación del Océano Atlántico Norte y cambió la circulación del océano. Hay dos razones para el cambio. En primer lugar, el clima frío redujo la tasa de derretimiento del hielo marino del Ártico en el verano, quedó menos agua dulce en el océano, lo que provocó un cambio de estratificación en el océano. Además, en el Mar Nórdico, el enfriamiento abrupto mostró un retraso y una tendencia de calentamiento gradual en contraste con un enfriamiento de toda la cuenca durante la Pequeña Edad de Hielo  cuando los océanos absorben calor y recargan su contenido de calor. Los científicos creen que se trataba de un cambio de régimen provocado por un volcán

### Circulación atmosférica

Fig. 8. El diagrama muestra la Circulación Atmosférica Normal en el Océano Pacífico. El sistema de baja presión se forma en el Pacífico Oriental.

Fig. 9. El diagrama de la condición climatológica de El Niño. El aire cálido se desplaza hacia el Pacífico central.

La erupción volcánica masiva provocó un enfriamiento brusco, el análisis paleontológico muestra una disminución significativa de la temperatura global media. Afecta al sistema monzónico global, el sistema es el principal sistema de viento que domina el patrón climático de la Tierra invirtiendo estacionalmente su dirección. Por lo tanto, los patrones climáticos de diferentes regiones, es decir, la precipitación y la temperatura, se modificaron después del enfriamiento.

#### Región de los monzones africanos
La Región Africana del Monzón se encuentra entre las latitudes N10° y N20°, es el principal sistema eólico que afectó a la Región de África Occidental. El cambio de temperatura debilitó el sistema monzónico africano y la célula Hadley atlántica-europea.  En la Región Africana del Monzón, la Zona de Convergencia Intertropical (ITCZ) se desplazó hacia el sur. La ZCIT se desplazó a la posición lejos de la depresión (la región de elevación del aire a baja presión en el ecuador) . El aire del Atlántico converge con el aire más seco y provoca una precipitación más baja.

#### Monzón asiático-australiano
El monzón asiático-australiano es el principal sistema de viento afectado en el este de Asia y Australia por el cambio de viento predominante entre las temporadas de verano e invierno. Sin embargo, el enfriamiento debilitó el monzón asiático-australiano. Afectó la migración de la Zona de Convergencia Intertropical (ZCIT), el aire húmedo no pudo llegar al sur de Asia ni a la China tropical. El artículo de Gallego señaló que hubo un bajo índice de monzón australiano DJF durante la Pequeña Edad del Hielo.

#### Monzón del sur de Asia
El monzón de Asia meridional afecta anualmente al subcontinente indio. El desplazamiento hacia el sur del cinturón tropical septentrional (el límite de la célula de Hadley y la célula de Ferrel) y la oscilación multidecadal del Atlántico debilitada afectaron al monzón de Asia meridional (un sistema monzónico afecta principalmente a la clima del subcontinente indio). Se produjeron menos precipitaciones durante la Pequeña Edad de Hielo.

### El Niño
El Niño, también llamado El Niño-Oscilación del Sur (ENSO), apareció en el Océano Pacífico. Afecta la circulación del Caminante (una Circulación Atmosférica entre el Pacífico Oriental y el Pacífico Occidental). En condiciones normales, el aire cálido desarrollado en el Pacífico Oriental, formó un sistema de baja presión que empuja el viento hacia la Región del Pacífico Oriental. El aire estimulante en la región del Pacífico Oriental aumenta la precipitación. (Figura 8) Sin embargo, cuando ocurre El Niño , el aire cálido se desplaza hacia el Pacífico central provocando los cambios de precipitación y temperatura. Durante la Pequeña Edad del Hielo, el aumento de la actividad volcánica desencadenó El Niño. A mediados del siglo XVII, sucedía aproximadamente una vez cada cinco años, mientras que la frecuencia promedio es cada 20 años .  Causó sequías en diferentes regiones como el sur de África, la India y el sur de China.

## Metodología
Los científicos de la Tierra utilizaron una variedad de indicadores climáticos e instrumentos para medir los cambios de temperatura y la proporción debida a la fuerza natural.

### Datación por anillos de crecimiento de árboles
La datación de los anillos de crecimiento de árboles, también conocida como dendrocronología, es un excelente indicador para medir patrones climático. Cada anillo registra un ciclo de estaciones. Los científicos pueden determinar la edad de los árboles y la temperatura de ese período en particular a través de la datación. El ancho de los anillos de los árboles es más grueso en las estaciones más cálidas y más delgado en los ambientes más fríos. Durante la Pequeña Edad de Hielo, el crecimiento del tallo radial fue más delgado que en el período cálido medieval (MWP), un período de clima cálido antes de la Pequeña Edad de Hielo de c.950 a c 1250, que reflejaba una temperatura relativamente baja entre 1400 y 1800. Por otro lado, durante la Pequeña Edad de Hielo se encuentran las alas de los árboles más anchos.

### Datación de carbono

#### Datación por Carbono 14
La datación por carbono, también conocida como datación por radiocarbono, es un método para determinar la edad y la temperatura del material orgánico midiendo la actividad del carbono-14 . El material orgánico muestra diferentes actividades de carbono-14 en diferentes climas. Para la investigación de la Pequeña Edad de Hielo, los científicos recolectaron muestras de plantas sepultadas, como el musgo en la región ártica, para medir la actividad del carbono-14 . Compararon las muestras obtenidas con las de la misma especie existente para obtener el resultado.

#### Midiendo la concentración de dióxido de carbono (CO2)
El dióxido de carbono (CO2) juega un papel importante en el efecto invernadero global. Es un indicador para derivar el ciclo global del carbono (el intercambio de carbono entre la biosfera, geosfera, hidrosfera y atmósfera de la Tierra). Antes de la revolución industrial, la concentración de CO2 estaba regulada principalmente por el uso de la tierra y el ecosistema del mundo. En climas fríos, la baja temperatura afecta la tasa de fotosíntesis y reduce una vasta área de vegetación. Los científicos han recogió la muestras de núcleos de hielo para medir la concentración de CO2 y extrapolar la temperatura para determinar que la concentración de dióxido de carbono era baja durante la Pequeña Edad de Hielo.

### Medición de la capa de hielo
El hielo marino está formado por agua de mar cerca de la región ártica. El volumen de hielo marino está determinado por la temperatura. En la región ártica, el hielo marino tiene un ciclo anual regular de derretimiento y congelación. El crecimiento y el derretimiento del hielo marino es un parámetro importante para que los científicos estudien el clima. A través de la perforación de hielo en la región ártica, los científicos pueden comprender la situación de la congelación del hielo marino. Gifford H. Miller y su equipo de investigadores han descubierto que el hielo marino se congeló rápidamente al comienzo de la Pequeña Edad de Hielo (alrededor de 1400) y no se ha derretido.

### Primeras observaciones instrumentales
La medición de temperatura moderna se ha adoptado desde la década de 1770. El mercurio se utilizó ampliamente como líquido termométrico para medir la temperatura. También había diferentes dispositivos para medir la presión, la dirección del viento y la precipitación. En la década de 1770, había más de 20 estaciones que recopilaban los datos climáticos diarios, lo que proporcionaba un registro más preciso para el estudio.

## Lecturas Adicionales
- Parker, Geoffrey (2013). Crisis global: Guerra, Cambio de Clima y Catástrofe en el Decimoséptimo Siglo. Puerto nuevo, Conn.: Yale Prensa universitaria. ISBN 978-0-300-15323-1.
- Blanco, Sam (2011). La Rebelión de Clima en El Temprano Moderno Ottoman Imperio. Cambridge, Masa.: Harvard Prensa Universitaria.  ISBN 978-1-107-00831-1
- Blanco, Sam (2017). Un Frío Bienvenido: La Poca Edad de Hielo y el encuentro de Europa con América del Norte. Cambridge, Masa.: Harvard Prensa Universitaria. ISBN 978-0-674-97192-9.

- Datos: Q104861049